# Witali Wiktorowitsch Melnikow
Witali Wiktorowitsch Melnikow (russisch Виталий Викторович Мельников; * 20. März 1990 in Woronesch) ist ein ehemaliger russischer Schwimmer.

## Karriere
Er gewann 2008 bei den Junioreneuropameisterschaften in Belgrad Bronze über 50 m Rücken. Seit 2011 trainierte er in Italien.

### Dopingmissbrauch 2013
Bei den Kurzbahneuropameisterschaften 2013 in Herning gewann er die Silbermedaille über 100 m Rücken, die Goldmedaille mit der 4 × 50-m-Lagenstaffel und die Goldmedaille mit der gemischten 4 × 50-m-Lagenstaffel. Allerdings wurde er bei Doping-Nachuntersuchungen positiv auf EPO getestet. Er verzichtete auf die Analyse der B-Probe und erklärte seinen Rücktritt. Die Medaillen wurden ihm aberkannt und er wurde für zwei Jahre gesperrt.

### Erneute Dopingsperre 2016
Im März 2016 nahm Melnikow an den Qualifikationsrennen für die Olympischen Spiele in Rio teil. Dabei wurde er positiv auf Wachstumshormone getestet und im Anschluss für acht Jahre gesperrt.